# Endecagon

Endecagon regulat

Endecagonul este un poligon cu 11 laturi și 11 vârfuri.